# Antoni Cardona Sans
Antoni Cardona Sans (Alaior, 1927 - juliol del 2017) va ser un cooperativista menorquí, fill Il·lustre d'Alaior. A través de l'activitat laboral en el món del calçat, accedí al món cooperativista, tot començant a interessar-se pels problemes socials. Arribà a ser president de la secció social del Sindicat de la Pell, on gestionà solucions per a diversos problemes. Va ser elegit regidor i tinent de batle de l'Ajuntament d'Alaior el 1957.
Promogué la posada en marxa de la Cooperativa de Consum San Crispín, creada el 1953, hi participà activament i en fou president durant 12 anys. Aquesta entitat representa el cas més destacat del cooperativisme a Menorca. Va promoure la creació d'altres cooperatives a Ciutadella de Menorca, Maó, Sant Lluís i Alaior. Ha exercit diferents càrrecs a unions i federacions de cooperatives.
A petició de propietaris i pagesos, l'any 1965 participà en la creació i posada en marxa de la Cooperativa Insular Ganadera (Coinga), ubicada a Alaior, i en fou gerent fins a la seva jubilació el 1992. Ha estat guardonat amb diverses distincions, com la Creu de Cavaller de l'Orde de Cisneros (1964), Medalla al Mèrit Cooperatiu (1976), Creu del Cavaller de l'Orde Civil del Mèrit Agrícola (1981) i Premi Ramon Llull el 2005. L'any 2018 fou nomenat Fill Il·lustre d´Alaior a títol pòstum, per l'Ajuntament d´Alaior.